# Reba (série de televisão)
Reba é uma sitcom norte-americana exibida pelos canais The WB e The CW. A sitcom é estrelada pela cantora Reba McEntire e era a sitcom mais famosa do canal The WB. A série quase foi cancelada com a fusão dos canais UPN e The WB, mas acabou ganhando uma nova temporada graças a uma multa contratual caso a série fosse cancelada. Apesar disso, a série teve seu final exibido em 18 de fevereiro de 2007. A série é exibida no Brasil pelo canal Fox Brasil.

## Enredo
Reba Hart é uma típica mãe texana. Seu marido dentista, Brock, não está contente em só consertar dentes: ele deixa Reba, após vinte anos de casamento, para ficar com sua assistente, a loura burra Barbra Jean, que está grávida. Além disso, a filha adolescente de Reba, Cheyenne, também está grávida, do zagueiro do time de futebol americano da escola Van. Os dois outros filhos de Reba são Kyra, uma garota de 12 anos que está prestes a entrar na adolescência, e o caçula Jake, com 9 anos. Apesar dos problemas, o cotidiano da família Hart é cheio de hilárias confusões.

## Elenco
- Reba McEntire - Reba Hart
- Christopher Rich - Brock Hart
- Melissa Peterman - Barbra Jean Brooker Hart
- Joanna Garcia - Cheyenne Hart Montgomery
- Steve Howey - Van Montgomery
- Scarlett Pomers - Kyra Hart
- Mitch Holleman - Jake Hart